# Arisaema intermedium
Arisaema intermedium är en kallaväxtart som beskrevs av Carl Ludwig von Blume. Arisaema intermedium ingår i släktet Arisaema och familjen kallaväxter. Inga underarter finns listade.